# 296 км (пост)
296 км — залізничний колійний пост Полтавської дирекції Південної залізниці на електрифікованій лінії Ромодан — Полтава-Південна між станціями Решетилівка (6 км) та Уманцівка (4 км). Розташований у Полтавському районі Полтавської області.

## Історія
Колійний пост 296 км відкритий 2007 року на діючій лінії Київ — Полтава, яка була відкрита у 1901 році та електрифікована змінним струмом (~25 кВ) у 2002 році.
Має виключно технічне значення, позначений літерою Х, тому приміські поїзди прямують через колійний пост без зупинок, у розклади руху не внесений.